# 镜头 (电影制作)
在電影製作和视频制作中，镜头（英語：shot）是指连续不间断的一系列画面。电影镜头是电影的重要组成部分，它运用摄影角度、转场和剪辑来进一步表达情感、思想和动作。“镜头”一词可以指电影制作过程的两个不同部分：
1. 在制作中，一个镜头是指摄像机开始转动直到停止的那一刻。
2. 在电影剪辑中，镜头是指两次剪辑或剪切之间的连续镜头或序列。[2]

## 词源
镜头一词的英文“shot”源于电影制作早期，当时摄影机需手动摇柄操作，其运作方式与同时期的手摇式机枪十分相似——即摄影师“拍摄”（“shoot”）胶片的方式，就如同机枪手“发射”（“shoot”）子弹一般。